# هررا د پیسوئرگا
هررا د پیسوئرگا (به اسپانیایی: Herrera de Pisuerga) یک شهرستان در اسپانیا است که در استان پالنسیا واقع شده‌است.

## خصوصیات
هررا د پیسوئرگا ۹۹ کیلومترمربع مساحت و ۲٬۴۵۷ نفر جمعیت دارد.